# Forth-Clydekanalen

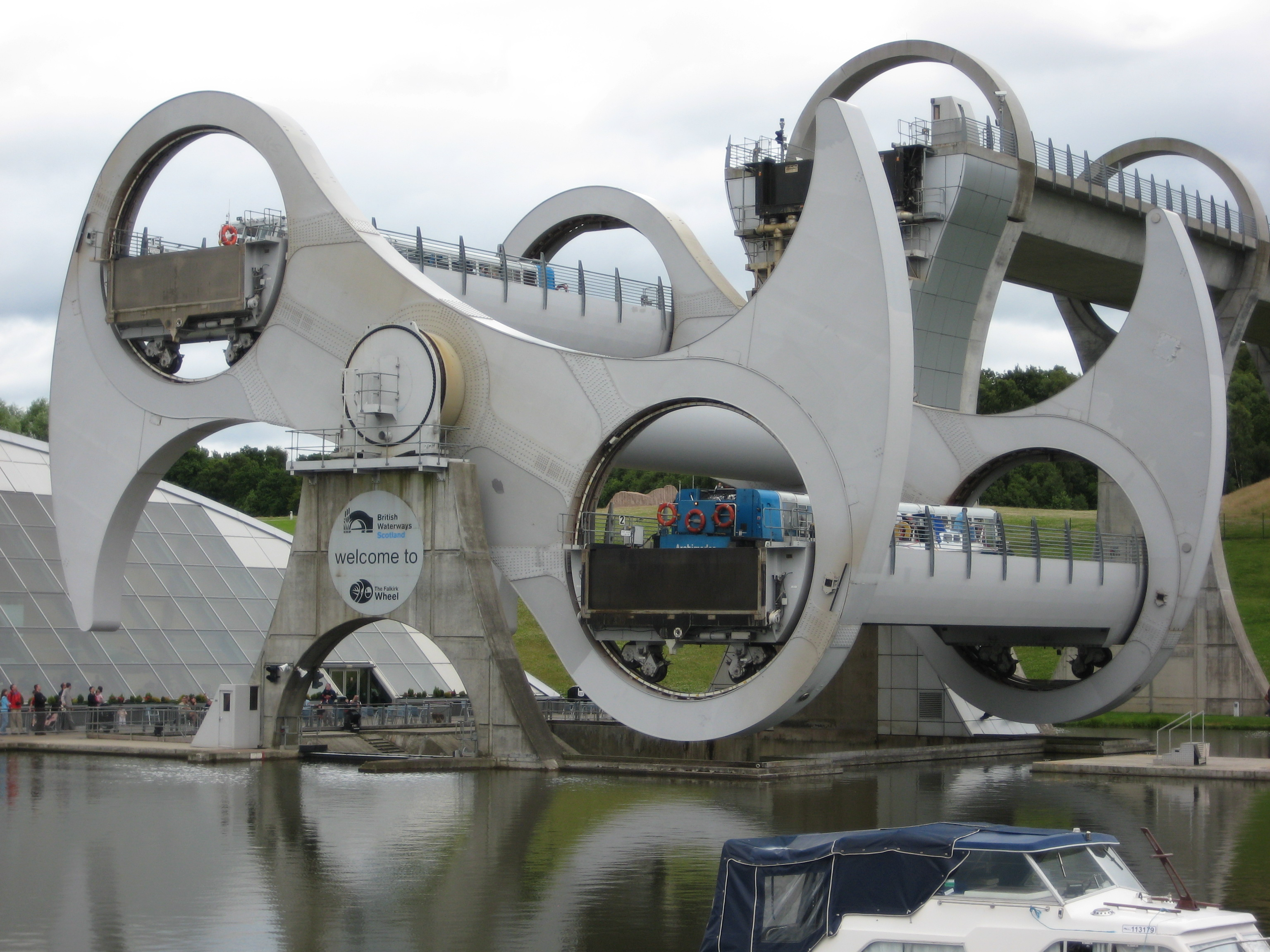
Falkirkhjulet i drift. Hjulet förbinder kanalen med Union Canal.

Forth-Clydekanalen, engelska: Forth and Clyde Canal, är en 56 km lång kanal genom centrala Skottland som förbinder floden Carron i öster med floden Clyde i väster, och därigenom möjliggör trafik från Nordsjön till Nordkanalen. Kanalen öppnades 1790 och hade sin storhetstid under de första decennierna innan större fartyg och järnvägsepoken gjorde kanalen olönsam, och den stängdes slutligen 1963. I samband med byggandet av Falkirkhjulet 2002, som sammanbinder kanalen med Union Canal, kunde kanalen åter tas i bruk för genomgående kanaltrafik mellan Glasgow och Edinburgh.